# Platinum Dunes
Platinum Dunes è una casa di produzione cinematografica fondata nel 2001 dai produttori Michael Bay, Andrew Form e Bradley Fuller, specializzata in film dell'orrore e rifacimenti.

## Collaborazioni
Il 7 ottobre 2009, è stato dato l'annuncio di un accordo tra Paramount Pictures e Platinum Dunes per la collaborazione futura in film dell'orrore, d'azione e thriller. In base a quanto stipulato, l'idea del piano è quella di aiutarsi vicendevolmente nel rilancio comune di generi sottoscritti. Il primo progetto in comune previsto dall'accordo è The Butcherhouse Chronicles.

## Filmografia

### Cinema
- Non aprite quella porta (The Texas Chainsaw Massacre) (2003)
- Amityville Horror (The Amityville Horror) (2005)
- Non aprite quella porta - L'inizio (The Texas Chainsaw Massacre: The Beginning) (2006)
- The Hitcher (The Hitcher) (2007)
- Il mai nato (The Unborn) (2009)
- Venerdì 13 (Friday the 13th) (2009)
- The Horsemen (Horsemen) (2009)
- Nightmare (A Nightmare on Elm Street) (2010)
- Pain & Gain - Muscoli e denaro (Pain & Gain) (2013)
- La notte del giudizio (The Purge) (2013)
- Anarchia - La notte del giudizio (The Purge: Anarchy) (2014)
- Tartarughe Ninja (Teenage Mutant Ninja Turtles) (2014)
- 13 Hours: The Secret Soldiers of Benghazi (2016)
- Tartarughe Ninja - Fuori dall'ombra (2016)
- La notte del giudizio - Election Year (2016)
- A Quiet Place - Un posto tranquillo (A Quiet Place) (2018)
- Songbird (2020)
- A Quiet Place II (A Quiet Place: Part II) (2021)
- La notte del giudizio per sempre (The Forever Purge), regia di Everardo Gout (2021)
- IF - Gli amici immaginari (IF), regia di John Krasinski (2024)
- A Quiet Place - Giorno 1 (A Quiet Place: Day One), regia di Michael Sarnoski (2024)

### Televisione
- The Last Ship - serie TV (2014-2018)
- Jack Ryan – serie TV (2018-2023)